# Frustingo
Il frustingo (o fristingo) è un dolce natalizio tipico marchigiano a base di frutta secca e fichi; in ascolano è detto frëštìnghë, in fermano frustingu.

## Storia e preparazione
Deriva dal panis picentinus, un pane povero e sostanzioso, descritto dagli antichi Romani; la ricetta prevedeva di impastare l'alica (semolino composto da farro, orzo, grano duro, spelta e grano gentile marzaiolo) con il succo d'uva passita e di cuocere l'impasto in olle di creta. Plinio  descrisse come veniva consumato, ammorbidito nel latte mielato.
La ricetta classica, che varia di famiglia in famiglia, si è evoluta nel tempo, sia per il variare del gusto che per ovviare alla scarsa reperibilità di alcuni ingredienti e prevede pane raffermo tagliato finemente ed ammorbidito in una sorta di brodo di fichi secchi mescolato a mosto cotto (sapa) al quale vengono aggiunti  frutta secca, cioccolato e spezie  (senza dimenticare una spruzzatina di mistrà all'anice, presente in numerosi dolci marchigiani).
L'impasto si lavora a lungo, con olio d’oliva locale da aggiungere di tanto in tanto. Dopo un prolungato riposo e posto nelle forme, il frustingo viene quindi cotto nel forno a legna per essere poi gustato, magari accompagnato da un bicchiere di vino cotto. È inserito fra i prodotti tradizionali della regione quale tipicità da tutelare.
Ingredienti tipici: fichi, uva sultanina, farina tipo "0" (o più spesso farina di tritello), zucchero o miele, olio extra vergine, canditi, cedro, noci, mandorle, cacao, cioccolato extra-fondente, caffè in polvere e liquido, liquori misti.